# توم ويسليس
توم ويسليس (بالإنجليزية: Tom Wessels)‏ هو كاتب أمريكي، ولد في 1951.